# مریبث مونرو
مِری‌بث مونرو (انگلیسی: Maribeth Monroe؛ زادهٔ ۲۵ مارس ۱۹۷۸) یک هنرپیشه اهل ایالات متحده آمریکا است.
از فیلم‌ها یا برنامه‌های تلویزیونی که وی در آن نقش داشته‌است می‌توان به چشم‌وهم‌چشمی، پارک‌ها و تفریحات، هانا مونتانا، به گفته جیم، نقشه جایگزین، خانواده امروزی اشاره کرد.